# グラン・プレミオ・ノービリ・ルビネッテリエ
グラン・プレミオ・ノービリ・ルビネッテリエ（Gran Premio Nobili Rubinetterie）は、イタリア、アローナで開催される、自転車競技、ロードレースにおける、ワンデイレースの名称。UCIヨーロッパツアー1.1カテゴリ。
2010年から2011年は、コッパ・パパ・カルロ（Coppa Papà Carlo）と、コッパ・チッタ・ディ・ストレーザ（Coppa Città di Stresa）という2種類のレースに分割され、ワンデイレースでありながら2つの異なるレースが存在するという、稀有な大会となった。2012年からグラン・プレミオ・ノービリ・ルビネッテリエとして統合。2016年に予算上の問題で中止された。

## 歴代優勝者
| 年        | 優勝者                     |
| --------- | -------------------------- |
| 1997      | ダリオ・アンドリオット     |
| 1999      | サルヴァトーレ・コッメッソ |
| 2000      | ステファノ・ガルゼッリ     |
| 2001      | ウラディミル・スミルノフ   |
| 2002      | アンドルス・アウグ         |
| 2003      | アンドレア・フェッリガート |
| 2004      | ダミアーノ・クネゴ         |
| 2005      | ダミアーノ・クネゴ         |
| 2006      | パオロ・ロンゴ・ボルギーニ |
| 2007      | ルイス・フェリペ・ラベルデ |
| 2008      | ジャンパオロ・ケウーラ     |
| 2009      | グレガ・ボレ               |
| 2010-2011 | (分割開催)                 |
| 2012      | ダニーロ・ディ・ルーカ     |
| 2013      | ボブ・ユンゲルス           |
| 2014      | シモーネ・ポンツィ         |
| 2015      | ジャコモ・ニッツォーロ     |

| 年   | 優勝者                   |
| ---- | ------------------------ |
| 2010 | ジャンルカ・ブランビッラ |
| 2011 | シモーネ・ポンツィ       |

| 年   | 優勝者                 |
| ---- | ---------------------- |
| 2010 | オスカル・ガット       |
| 2011 | エリア・ヴィヴィアーニ |